# Tricalysia boiviniana
Tricalysia boiviniana là một loài thực vật có hoa trong họ Thiến thảo. Loài này được (Baill.) Ranariv. & De Block mô tả khoa học đầu tiên năm 2007.